# Bocht (gebied)

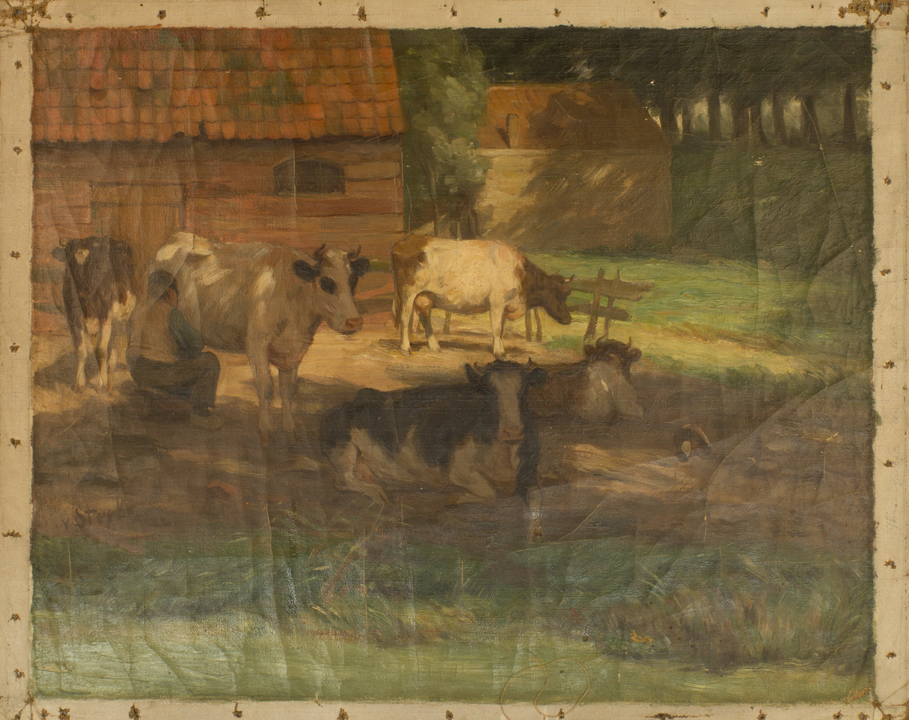
Koeienmelken door Huibert van Steel

Een bocht is een afsluitbaar omheind deel van een boerenerf of weiland. Voorbeelden van een bocht zijn de mestbocht (omheining van de mestput), de hoender- of kippenbocht, de koeien- of melkbocht, de schapenbocht en de varkensbocht. 
De bekendste is de koeien- of melkbocht. Dit is een omheind deel van een weiland bij een boerderij waarheen de koeien worden gedreven om ze te melken. Niet iedere veeboerderij heeft nog een koeienbocht, omdat het gras in toenemende mate naar de melkkoeien in de stal wordt gebracht. De Koeienbocht is ook een schilderij van de Nederlandse schilder Anton Mauve . In de Krimpenerwaard is er een fietsroute genaamd Koeibochtroute.